# Estabilitat de partícules
L' estabilitat de partícules  es refereix a la propietat de certes partícules subatòmiques en desintegrar o descompondre's en un altre tipus de partícules. Una partícula subatòmica és estable quan no té capacitat de transformar-se en partícules de menor massa, i es diu inestable quan passat un temps prou llarg, la partícula desapareix donant lloc a altres partícules més lleugeres.

## Interaccions forta i feble
La transformació de les partícules fins on coneixem es deu a fenòmens lligats amb la interacció forta i la interacció dèbil. Els barions són capaços de patir desintegracions o transformacions tant per efecte de la interacció dèbil com per efecte de la interacció forta. Per la seva banda, els leptons més pesants són inestables i "decauen" donant lloc a leptons més lleugers i altres partícules per efecte de la interacció feble.
Sovint, per a un tipus de partícules hi ha diverses maneres de transformació o desintegració possibles. Cada un d'aquests modes rep el nom de "canal". En general, no és possible predir per endavant el canal de desintegració que es donarà en una partícula, encara que sí que és possible predir les probabilitats relatives de cada un dels canals disponibles. En principi, tota transformació ha de conservar certes magnituds físiques, com ara l'energia, la càrrega elèctrica total, el nombre bariònic, el nombre leptònic i altres.